# Finn Wittrock
Peter "Finn" Wittrock (* 28. října 1984, Lenox) je americký herec a scenárista. Finn je nejvíce známý díky roli Damona Millera v seriálu All My Children a díky roli Dandyho Motta v seriálu American Horror Story: Freak Show. V roce 2014 hrál ve filmu Stejná srdce a v válečném dramatu Angeliny Jolie, ve filmu Nezlomný.

## Život
Wittrock se narodil v Lenoxu, ve státě Massachusetts. Jeho otec, Peter Wittrock byl také herec. Finn navštěvoval Juilliardskou školu.
18. října 2014 si Finn vzal svou přítelkyni Sarah Roberts.

## Filmografie

### Filmy
| Rok  | Název                               | Role              | Poznámky            |
| ---- | ----------------------------------- | ----------------- | ------------------- |
| 2004 | Halloweenská střední                | Cody              |                     |
| 2010 | Twelve                              | Warren            |                     |
| 2014 | Stejná srdce                        | Albert            | TV film             |
| 2014 | Zimní příběh                        | Gabriel           |                     |
| 2014 | Noe                                 | Mladý Tubal-Cain  |                     |
| 2014 | Nezlomný                            | Francis McNamara  |                     |
| 2015 | My All American                     | Freddie Steinmark |                     |
| 2015 | The Submarine Kid                   | Spencer Koll      | také scenárista     |
| 2015 | Sázka na nejistotu                  | Jamie Shipley     |                     |
| 2016 | La La Land                          | Greg Earnest      |                     |
| 2016 | Pevná linka                         | Nate              |                     |
| 2017 | A Midsummer Night's Dream           | Demetrius         |                     |
| 2018 | A Futile and Stupid Gesture         | Tim Matheson      |                     |
| 2018 | Write When You Get Work             | Jonny Collins     |                     |
| 2018 | Kdyby ulice Beale mohla mluvit      | Hayward           |                     |
| 2019 | Locating Silver Lake                | Seth              |                     |
| 2019 | Svatební radosti                    | Steve             |                     |
| 2019 | The Last Black Man in San Francisco | Clayton           |                     |
| 2019 | Big Boy Pants                       | Kyle              | krátkometrážní film |
| 2019 | Judy                                | Mickey Deans      |                     |
| 2019 | Semper Fi                           | Jaeger            |                     |
| 2020 | Long Weekend                        | Bart              |                     |
| 2020 | Deep Water                          | Nick              |                     |
| 2020 | A Mouthful of Air                   | Ethan Davis       |                     |
| 2020 | Louie                               | mladý Roscoe      | krátkometrážní film |

### Televize
| Rok       | Název                                     | Role               | Poznámky                    |
| --------- | ----------------------------------------- | ------------------ | --------------------------- |
| 2003      | Odložené případy                          | Mladý Eric Whitley | díl: „Když hradba povolí“   |
| 2003      | Pohotovost                                | Thomas Yoder       | díl: „Ztracená“             |
| 2005      | Kriminálka Miami                          | Chad Van Horn      | díl: „Blesková vražda“      |
| 2009–2011 | All My Children                           | Damon Miller       | 112 dílů                    |
| 2011      | Torchwood                                 | Danny              | díl: „Rendition“            |
| 2012      | Drsná Harry                               | Jimmy Cornmack     | díl: „Nová ledvina“         |
| 2012      | Myšlenky zločince                         | Harvey Morell      | díl: „True Genius“          |
| 2013      | Zákon a pořádek: Útvar pro zvláštní oběti | Cameron Tyler      | díl: „Cesta do říše divů“   |
| 2013      | Mystérium sexu                            | Dale               | 4 díly                      |
| 2014–2015 | American Horror Story: Freak Show         | Dandy Mott         | 12 dílů                     |
| 2015      | Deadbeat                                  | Max                | díl: „The Polaroid Flasher“ |
| 2015–2016 | American Horror Story: Hotel              | Tristan Duffy      | 3 díly                      |
| 2015      | American Horror Story: Hotel              | Rudolph Valentino  | 6 díly                      |
| 2016      | American Horror Story: Roanoke            | Jether Polk        | 2 díly                      |
| 2018      | American Crime Story                      | Jeffrey Trail      | 4 díly                      |
| 2019      | American Horror Story: 1984               | Bobby Richter      | díl: „Final Girl“           |
| 2019      | Alternatino with Arturo Castro            | Eddie              | díl: „The Dreamer“          |
| 2020      | Ratchedová                                | Edmund Tolleson    |                             |
| 2020      | Cake                                      | Sám sebe           | díl: „Forbidden Love“       |
| 2021      | American Horror Story                     | bude oznámeno      |                             |